# Ейко-Мару № 2 Го
«Ейко-Мару № 2 Го» (Eiko Maru No. 2 Go) — судно, яке під час Другої світової війни брало участь в операціях японських збройних сил на Філіппінах, в Індонезії та Мікронезії.

## Передвоєнна історія
Судно спорудили як "Ейко-Мару в 1940 році на верфі Tama Zosensho в Тамано на замовлення компанії Taiyo Kogyo.
31 жовтня 1941 року судно реквізували для потреб Імперського флоту Японії, при цьому до 22 листопада воно пройшло певну модернізацію на верфі військово-морських сил у Куре та було перейменоване в «Ейко-Мару № 2 Го». Існують дані, що судно озброїли однією гарматою.

## Вторгнення на південь Філіппін
1 грудня 1941 року «Ейко-Мару № 2 Го» вийшло з Йокосуки та 9 грудня прибуло на Палау (важлива база японського ВМФ на заході Каролінських островів).
16—17 грудня 1941 року «Ейко-Мару № 2 Го» та ще 16 транспортів вийшли з Палау і попрямували до острова Мінданао, маючи на борту підрозділи 56-ї та 16-ї піхотних дивізій, а також різноманітні підрозділи флоту. Після опівночі 20 грудня загін досягнув району Давао та почав висадку десанту, котрий вже до вечора оволодів цим містом.
22 грудня 1941 року «Ейко-Мару № 2 Го» разом зі ще вісьмома іншими суднами вийшло з порту Давао для доставки десантного загону на острів Голо (архіпелаг Сулу). Ввечері 24 грудня почалась висадка, а вже уранці наступного дня Голо був узятий японцями під контроль.
1 січня 1942 року судно вирушило з Голо до Давао, а потім до Куре, куди прибуло 17 січня. Після цього воно пройшло на верфі у Тамано короткочасний ремонт.

## Рейс до Індонезії
Вже 7 лютого 1942 року «Ейко-Мару № 2 Го» перебувало у Нідерландській Ост-Індії в загоні кораблів, які забезпечували роботу гідроавіаносця Sanuki Maru в районі Макасару (острів Сулавесі).
На початку березня судно прибуло на схід Яви, де за кілька діб до того висадився японський десант, а у кінці місяця вже перебувало в Японії.

## Служба у квітні 1942-го— жовтні 1943-го
Протягом восьми місяців з квітня по листопад 1942 року «Ейко-Мару № 2 Го» працювало у водах Японії, де відвідало (деякі не по одному разу) порти Осака, Сасебо, Моджі, Йокогама, Куре, Йокосука, Асасе та Хорокіші (південна частина Сахаліну), Нагоя, Хакодате.
5—17 грудня 1942 року судно здійснило перехід з Йокосуки до атола Трук (Чуук) у центральній частині Каролінських островів (тут ще до війни створили потужну базу японського ВМФ, з якої до лютого 1944 року провадились операції у цілому ряді архіпелагів). 27 грудня воно вирушило у зворотній шлях до Японії, побувало на Фаїсі (західні Каролінські острови), а 18 січня 1943 року прибуло до Міяко.
Після кількох тижнів рейсів у водах Японії (з заходом у порти Камаїші, Муроран та Йокосука) «Ейко-Мару № 2 Го» 11 лютого 1943 року знову вирушило у рейс до Труку в складі конвою № 3211A/3211B. 25 лютого останній досягнув пункту призначення. 4—8 квітня «Ейко-Мару № 2 Го» перейшло з Труку на Палау, звідки вирушило 19 квітня, відвідало Такао та Кірун (наразі Гаосюн та Цзілун на Тайвані) і 13 травня дісталось Маніли. 23—29 травня «Ейко-Мару № 2 Го» у складі конвою № 3106 прослідувало з Маніли до Палау, після чого 19—29 червня здійснило подорож до японського порту Моджі у складі конвою TO-906.
Усю першу половину липня 1943 року судно провело на ремонті, який виконали на верфі Mitsui Engineering and Shipbuilding у Тамано. Кілька тижнів «Ейко-Мару № 2 Го» переміщувалось по водах Японії (порти Моджі, Токуяма, Кобе, Йокогама), а 26 липня у черговий раз рушило на Трук у складі конвою № 3726. Останній прослідував через Тітідзіму (острови Огасавара), Сайпан (Маріанські острови) та 12 серпня дістався пункту призначення. 26—31 серпня «Ейко-Мару № 2 Го» перейшло з Труку на Палау в конвої № 7826, звідки 7 вересня вирушило до Японії у складі конвою FU-706 та 17 числа досягнуло Ніїхами.

## Останній рейс до Мікронезії
9 жовтня 1943 року «Ейко-Мару № 2 Го» вийшло з Йокосуки на Трук у складі конвою № 3009B, який прослідував через Тітідзіму та досягнув пункту призначення 20 числа. Уже 22 жовтня «Ейко-Мару № 2 Го» у складі першого ешелону конвою «Тей № 3 Го» вирушило до острова Понпеї на сході Каролінських островів. 23 жовтня воно досягнуло цілі походу та того ж дня розпочало повернення на Трук, куди прибуло 24 жовтня. 26—27 жовтня судно знову прослідувало на Понапе у другому ешелоні конвою «Тей № 3 Го», після чого рушило на атол Кваджалейн (Маршаллові острова), куди прибуло 30 числа.
Судно все ще перебувало на Кваджалейні, коли 4—5 грудня 1943 року по ньому завдало удар американське авіаносне з'єднання. «Ейко-Мару № 2 Го» отримало важкі пошкодження від бомби, яка зруйнувала його машинне відділення та викликала осідання. Утім, судно продовжувало триматись на воді, при цьому в середині січня 1941 року транспорт «Акібасан-Мару» відбуксирував його до більш мілкого району на випадок несприятливого розвитку подій.
30 січня 1944 року американці розпочали операцію по оволодінню Маршалловими островами. Під час обстрілу Кваджалейну лінкорами «Ейко-Мару № 2 Го» отримало додаткові пошкодження, загорілось та затонуло. Усі 46 членів екіпажу загинули, або під час обстрілу, або у наступній битві за Кваджалейн.
Наразі рештки судна знаходяться на глибині 15 метрів.